# Leptodesmia bojeriana
Leptodesmia bojeriana là một loài thực vật có hoa trong họ Đậu. Loài này được (Baill.) Baker miêu tả khoa học đầu tiên.